# Hereford y Worcester

Hereford y Worcester.

Hereford y Worcester era un condado inglés creado el 1 de abril de 1974. Según el Acto 1972 de Administración local del área del antiguo condado administrativo de Herefordshire, más la mayor parte de Worcestershire (excepto Halesowen y Stourbridge, que se hizo la parte del West Midlands) y el distrito municipal distinguido de Worcester.
Lindaba con Shropshire, Staffordshire y el West Midlands al norte, Warwickshire al este, Gloucestershire al sur, y Gwent y Powys en el país de Gales al oeste.

## Creación
El Gobierno Local Comisión de Fronteras, en 1948, propuso una fusión de los dos condados, pero las propuestas de esta Comisión fueron abandonados y no se aplicaron. La fusión de Herefordshire con South Worcestershire fue de nuevo propuesto por el Informe de Redcliffe-Maud en 1969, y se mantuvo en el Libro Blanco del Partido Conservador, el mes de febrero de 1971, aunque no se le dio nombre. En el marco del proyecto de ley del Gobierno Local que presentó al Parlamento, en noviembre de 1971, fue nombrado Malvernshire, después de Malvern, una ciudad aproximadamente en el centro geográfico del nuevo condado. El nombre fue objeto de ridículo y se modificó durante el paso del proyecto de ley en el Parlamento. Se propuso también el nombre Wyvern, que combina los nombres de los ríos que atraviesan las dos ciudades: la del río Wye y el río Severn.
Debido a la disparidad de tamaños de las poblaciones —Herefordshire tenía alrededor de 140000 personas, mucho menos de Worcestershire, que tiene una población de alrededor de 420000— se percibe como Herefordshire de una oferta pública de adquisición en lugar de una fusión, y que nunca atrajo la lealtad de los residentes. Una campaña "Hands off Herefordshire" fue creada, y la propuesta fue rechazada por el Consejo del Herefordshire. 
Un toro de Hereford fue dirigido por Whitehall, el 6 de abril de 1972, como parte de una protesta.
Terry Davies, MP de Bromsgrove, señaló que la petición había sido firmada por 60000 personas. Clive Bossom, el diputado de Leominster en Herefordshire, con el apoyo de la concentración, tomó nota de "la mayor parte de Sur Worcestershire es muy como Herefordshire ".
Originalmente se propuso que solo tuvieran un gran distrito en Herefordshire, Hereford y Worcester. Esta fue dividida, separada, con Hereford, Herefordshire Sur y distritos de Leominster, y parte de Herefordshire en el distrito de Malvern Hills.

## Abolición
Como parte de la reforma de 1990 del gobierno local Inglés, la Comisión del Gobierno Local en el marco de John Banham Herefordshire recomendó que debería convertirse en una entidad unitaria, con el resto del condado mantener una estructura de dos niveles. Dicha modificación entró en vigor el 1 de abril de 1998. Un nuevo distrito Herefordshire se formó a partir de las partes de Herefordshire, Malvern Hills y Leominster, junto con Hereford y el Sur de Herefordshire, convirtiéndose en una entidad unitaria. El resto de esos dos distritos se convirtieron en un nuevo distrito: Malvern Hills, en los nuevos dos niveles no metropolitanos del condado de Worcestershire, junto con los demás distritos. 
A pesar de la abolición, algunos restos de Hereford y Worcester permanecían existentes. Por ejemplo, todavía hay una Hereford y Worcester Servicio de Bomberos y servicio de ambulancia. Además, el nombre seguirá siendo utilizado por algunas organizaciones, como la estación local del radio BBC Hereford y Worcester. También hay un Hereford y Worcester Cámara de Comercio.

## Distritos
Hereford y Worcester fue dividida en nueve distritos: 
| No | Distrito            | Composición |
| -- | ------------------- | --- |
| 1  | Wyre Forest         | Worcestershire: Bewdley, Kidderminster, Stourport, Kidderminster RD                                              |
| 2  | Bromsgrove          | Worcestershire: Bromsgrove, Bromsgrove RD                                                                        |
| 3  | Redditch            | Worcestershire: Redditch                                                                                         |
| 4  | Wychavon            | Worcestershire: Droitwich, Evesham, Evesham RD, most of Droitwich RD, most of Pershore RD                        |
| 5  | Worcester           | Worcestershire                                                                                                   |
| 6  | Malvern Hills       | Worcestershire: Malvern, Martley RD, Upton RD Herefordshire: Bromyard RD, Ledbury RD                             |
| 7  | Leominster          | Worcestershire: Tenbury RD Herefordshire: Kington, Leominster, Kington RD, Leominster and Wigmore RD, Weobley RD |
| 8  | Hereford            | Herefordshire: Hereford                                                                                          |
| 9  | South Herefordshire | Herefordshire: Ross-on-Wye, Bore and Bredwardine RD, Hereford RD, Ross and Whitchurch RD                         |